# Чеченија
Чеченија, или званично Чеченска Република (рус. Чеченская Республика, чеч. Нохчийн Республика), је конститутивни субјект Руске Федерације са статусом аутономне републике на простору северног Кавказа.
Главни град републике је град Грозни.

## Етимологија
Република носи име по титуларном народу Чеченима који су најбројнији народ у овој републици (са око 95%). Чечени су народ кавкаског порекла, традиционално сунитски муслимани.
Назив Чеченси је искривљена руска транскрипција за име народа ког су Кабардини називали Шашан, а који потичу из чеченског села Ларге где су се, вероватно први пут, срели Руси са Чеченима крајем XVII века Званични назив овог села у XVIII веку, је регистрован као Сечена, да би се касније руски држављани, најпре овог села, а касније и целе регије почели и званично називати Чечени. Самозвано име Чечена је Нохчи (Но́хчий).

## Историја

### Рана историја
Од 7. до 16. века, Чечени и Ингуши били су претежно хришћани и пагани, али се ширио и утицај ислама, све док ова последња религија није превладала међу њима. После тога, стварали су се конфликти између њих и њихових хришћанских суседа, Руса и Грузина, као и конфликти са будистичким Калмицима.
Руски утицај у региону се ширио од 16. века, када се руски Козаци насељавају у равничарски део територије данашње Чеченије. У 18. веку, Русија шири свој утицај на планинске делове Кавказа, а овом руском ширењу се супротставио чеченски вођа Шеик Мансур, који се сматра легендарним херојем чеченског народа. У 19. веку, супротстављајући се даљем руском ширењу, један део народа Кавказа, укључујући и Чечене, формирају Кавкаски имамат, а после пораза Имамата, 1859. године, целокупна територија данашње Чеченије коначно постаје део Руског царства.

### Совјетска управа
Године 1921, територија данашње Чеченије постаје део Планинске Аутономне Совјетске Социјалистичке Републике, у оквиру које је постојао Чеченски округ. Овај округ се издваја из републике 1922. године и од њега се формира Чеченска аутономна област, да би се 1934. године она спојила са Ингушком аутономном облашћу у Чеченско-Ингушку аутономну област, чији је статус 1936. године уздигнут на ниво аутономне републике, која постаје позната као Чечено-Ингушетија.
Током Другог светског рата, делове Чечено-Ингушетије окупирали су нацисти. Због оптужбе да су становници републике сарађивали са нацистима, република је укинута 1944. године, по Стаљиновој наредби, а чеченско и ингушко становништво је депортовано у Казахстан. Уместо Чечено-Ингушетије формирана је Област Грозни, која је постојала све до 1957. године, када је Чеченско-Ингушку републику обновио Никита Хрушчов, а чеченском и ингушком становништву било је дозвољено да се врати.

### После распада Совјетског Савеза
Године 1991, Чечено-Ингушетија проглашава независност, да би затим била подељена на фактички независну Чеченску Републику Ичкерију и Републику Ингушетију, која остаје у саставу Русије. 1994. године, влада Бориса Јељцина војном силом покушава да поврати контролу над Чеченијом, што доводи до Првог чеченског рата који је завршен примирјем и руским повлачењем 1996. године. Три године касније, подстакнута терористичким нападима из Чеченије, Русија је покренула Други чеченски рат, после којег успоставља контролу над територијом Чеченије. У Чеченији је затим успостављена руска војна управа, да би 2002. године била формирана нова локална влада од стране Чечена лојалних Русији. На чело ове владе дошао је Ахмед Кадиров који је убијен 2004. године у бомбашком нападу. Син Ахмеда Кадирова, Рамзан Кадиров, постаје председник Чеченије 2007. године и стиче популарност због чињенице да је донео мир и стабилност у Чеченију, као и да је утицао на обнову ратом разрушеног града Грозног.

## Становништво
| 2002.     | 2010.     |
| --------- | --------- |
| 1.103.686 | 1.268.989 |

Чечени су староседелачки народ Кавказа и спадају у етнолингвистичку групу севернокавкаских народа. Чеченима су у етничком смислу сродни Ингуши, као и староседелачки народи Дагестана.

### Етнички састав

#### Попис из 1926. године
- Чечени: 293.190 (72,0%)
- Руси: 77.274 (19,0%)
- Кумици: 2.217 (0,5%)
- Ингуши: 154 (0,0%)
- остали: 34.112 (8,4%)

#### Попис из 2002. године
- Чечени: 1.031.647 (93,5%)
- Руси: 40.645 (3,7%)
- Кумици: 8.883 (0,8%)
- Ингуши: 2.914 (0,3%)
- остали: 19.597 (1,8%)

### Религија
Главна религија у републици је ислам.

### Градови
Највећи градови републике су (са приказом броја становника 2010. године): 
- Грозни (271.596)
- Урус-Мартан (50.000)
- Шали (46.000)
- Гудермес (45.631)
- Аргун (29.000)
- Курчалој (22.000)
- Автури (20.000)